# Gestippelde kopstaander
De gestippelde kopstaander (Chilodus punctatus) is een straalvinnige vissensoort uit de familie van de zilverkopstaanders (Chilodontidae). De wetenschappelijke naam van de soort is voor het eerst geldig gepubliceerd in 1844 door Müller & Troschel.
Het is een tropische zoewatervis die voorkomt in het Amazonebekken, de Apeú, Suriname, Guyana en het westelijk Orinocobekken. De vis kan 18 cm lang worden en tot 70.5 g zwaar.
Het is een aquariumvis. De vis is omnivoor. In het wild eet het dier voornamelijk insecten en hun larven, maar ook vruchten en kleine visjes.